# Julius Ernst Reinhold Springer
Julius Ernst Reinhold Springer (meist Julius Springer; * 19. Januar 1867 in Schwusen, Provinz Schlesien, Königreich Preußen; † 1932) war ein deutscher Drucker in Danzig.

## Leben
Julius Springer stammte aus Schlesien. Er war nicht mit der gleichnamigen Verlegerfamilie in Berlin verwandt. Er machte seine Lehre zum Buchdrucker bei Albert Wilhelm Kafemann in Danzig. Danach war er als Gehilfe in Berlin und Königsberg.
Seit 1893 arbeitete Julius Springer wieder bei Kafemann in Danzig. Seit etwa 1900 war er an leitenden Tätigkeiten in der Druckerei beteiligt. In den Kriegsjahren (um 1915/1918) war er dort der Hauptverantwortliche für die technischen Bereiche und die Geschäftsführung.
1927 gründete er den eigenen kleinen Verlag von Julius Springer in der Hundegasse 30. Sein Bruder Paul Springer (1857–1934) wurde offizieller Miteigentümer, betrieb aber seinen eigenen Verlag P. Springer in der Frauengasse 18/19 weiter, in dem er seit 1905 vor allem kirchliche Bekanntmachungen druckte.
Nach dem Tod von Julius Springer ging der Verlag an Max Gawlowski über, der in Praust einen eigenen kleinen Verlag seit mindestens 1913 hatte. Dieser bezeichnete ihn seitdem als Max Gawlowski, vorm. Julius Springer.
Der Verlag von Julius Springer druckte kleinere Broschüren, vor allem Konzertprogramme. Nach 1932 konnten auch offizielle Drucke, wie zum Beispiel Scheckhefte für die Sparkasse Danziger Höhe, Zweigstelle Praust, hergestellt werden.